# Aureli Ruiz
Aureli Ruiz (Reus, 1959) és un artista visual, organitzador d'activitats culturals i exposicions, comissari independent i editor que treballa entre Reus i Barcelona. Ha participat en diverses exposicions indicviduals i col·lectives tant a nacionals com internacionals i el seu treball ha estat mostrat en diferents espais i galeries com la Galeria Ciento, Galeria Joan Prats, Galeria dels Àngels o l'Espai 10 de la Fundació Joan Miró, on l'any 1987 va presentar una mostra consistent en una estructura escultòrica i una sèrie de dibuixos on utilitzava l'amiant com a suport pictòric.
També ha estat a càrrec d'exposicions i activitats al Centre de Lectura de Reus. A l'Institut Municipal de Museus de Reus (1997-2003) ha presentant projectes d'Antoni Abad, Jordi Colomer, Ignasi Aballí, Daniel Canogar, Joan Fontcuberta, Carles Guerra, Roc Parés, Juan Luis Moraza, Francisco Ruiz de Infante, Antoni Miralda, Carles Santos o Francesc Abad, entre d'altres.